# Brán-világ elmélet
A brán-világ elmélet egy multiverzum elmélet, amely szerint a mi univerzumunk egy sok dimenziós tér 3+1 dimenziós altere, amelyet egy 3 brán határoz meg, aminek egy 3+1 dimenziós felülete van a téridőben. A brán-világ elmélet a húrelmélet kiterjesztése és nem zárja ki más univerzumok létezésének feltételét.

## Brán
A bránok több dimenziós objektumok egy magasabb dimenzió számú téridőben.
A p-bránok p dimenziós objektumok, és p+1 dimenziós a felülete a téridőben. Egy 1 brán egy húr, egy 2 brán két dimenziós, tehát membrán és a 0 brán egy egyszerű pont amely csak időben létezik és így tovább.
A D-bránok különleges p-bránok amelyekhez nyitott húrok kapcsolódnak tehát az erő hordozó bozonok.

## Alapok
A brán-világ elmélet szerint az alapvető erők amiket a kvantumtérelmélet ír le, az erős kölcsönhatás,az elektromágneses kölcsönhatás és a gyenge kölcsönhatás és a részecskék a világbránhoz kötődnek és így nem szöknek el a hipertérbe. Míg a gravitáció, a tér görbülete, a hipertérre is kiterjed így magyarázva annak gyengeségét.
De ha a gravitáció szabadon kiterjedhetne a hipertérbe, akkor a gravitáció függése a távólságtól olyan nagy lenne, hogy a gravitáció nagy távokon is a vártnál gyorsabban gyengülne, de a megfigyeléseink szerint csak a mikrovilágban gyenge a gravitáció így valaminek meg kell akadályozni azt, hogy a gravitáció szabadon kiterjedhessen a többi dimenzióban.
Ezért az úgynevezett árnyékbrán elmélettel álltak elő amely szerint van egy árnyékbrán a mi bránunk felett és itt érnek véget az extra dimenziók így megakadályozva a gravitáció gyengülését nagy távokon. Amennyiben van egy árnyék brán az onnan érkező gravitációs erő egy kiváló magyarázat a sötét anyagra. De amennyiben van egy árnyék brán a gravitációs hullámok oda-vissza pattognának.

## Más modellek
A pattogó gravitációs hullámokat elkerülvén sok más elmélettel álltak elő az egyik ilyen a Randall-Sundrum modell, amelyet Lisa Randall és Raman Sundrum dolgozott ki. Ebben az modellben nincs árnyékbrán, de a dimenziók nyeregszerűen görbültek, a és Lisa Randall és Raman Sundrum rájöttek, hogy ez a görbület megakadályozza a gravitáció jelentős kiterjedését a többi dimenzióba így megoldva a gravitáció távolság függésének problémáját nagy távokon, de kis távolságokon a gravitáció továbbra is képes kiterjedni a többi dimenzióba így megmagyarázva a gravitáció hol létét a kvantumvilágban.
Egy másik elképzelés szerint a 3 brán egy gömböt alkot, úgy hogy a gömb felülete 3 térdimenziós és a gömb belsejében a tér 4 dimenziós (egy klasszikus gömbnél is így van a felszín 2D a belseje 3D). Mi pedig a gömb felületén, a bránon élünk, míg a negyedik dimenzió hasonlóan a Randall-Sundrum modellhez enyhén görbült és így nem férkőzik be a gravitáció nagy távolságokon. Míg a külső tér egy olyan tér amely nem tükörképe a gömb belsejében lévő térnek és ez egy végtelen dimenziós hely ami nem téridő tehát a gravitáció sem tud működni ott, ámde bránok spontán keletkezhetnek akárhány dimenzióban akármilyen formában, de csak a miénkhez hasonló bránokon alakulhat ki az élet az antropikus elv értelmében. Valamint a bránok képesek ütközni és egyes tudósok szerint mi univerzumunk is egy ilyen ütközés terméke, de ezt csak kevesen tartják valószínűnek, támogatottabb a spontán keletkezés amelyet képzetes időben írnak le.

## További információ
Stephan Hawking: A Világegyetem Dióhéjban. Érthetően elmagyarázza a fekete lyukakról való tudásainkat.